# You Shui (vattendrag i Kina, lat 28,45, long 110,40)
You Shui är ett vattendrag i Kina. Det ligger i den centrala delen av landet, 1 400 km söder om huvudstaden Peking.